# Iszlam Bajramukov
Iszlam Bajramukov oroszul: Ислам Байрамуков (Kamenka, 1971. június 12. –) olimpiai ezüstérmes kazak birkózó.

## Pályafutása
Az 1994-es hirosimai Ázsia-játékokon arany-, a 2000-es sydney-i olimpián ezüstérmes lett szabadfogás félnehézsúlyban. Részt vett még az 1996-os atlantai és a 2004-es athéni olimpián is. Előbbin 11., utóbbin tizedik helyen végzett. 1993 és 1997 között négy világbajnokságon vett részt, de érmet nem szerzett. Legjobb helyezése az 1997-es világbajnokságon Wrocławban egy negyedik helyezés volt. 1993 és 2000 között egy Ázsia-bajnoki arany-, három ezüst- és egy bronzérmet nyert.

## Sikerei, díjai
- Olimpiai játékok – szabadfogás, 97 kg
  - ezüstérmes: 2000, Sydney
- Ázsia-játékok – szabadfogás, 97 kg
  - bronzérmes: 1994, Hirosima
- Ázsia-bajnokság – szabadfogás
  - aranyérmes: 2000 (97 kg)
  - ezüstérmes (3): 1993, 1996 (90 kg), 1999 (97 kg)
  - bronzérmes: 1997 (97 kg)